# Габсбург, Элеонора фон
Элеонора фон Габсбург-Лотарингская (полное имя — Элеонора Мария дель-Пилар Иона Кристина Хелена) (нем. Eleonore Maria del Pilar Iona Christina Jelena von Habsburg-Lothringen; род. 28 февраля 1994) — австрийский ювелирный дизайнер, фотомодель, член дома Габсбург-Лотарингия.

## Ранняя жизнь и предыстория
Элеонора Габсбург родилась в 1994 году в Зальцбурге. Старшая дочь эрцгерцога Карла фон Габсбурга (род. 1961), политика и главы дома Габсбургов-Лотарингии (с 2007 года), и баронессы Франчески Тиссен-Борнемиса (род. 1958), коллекционера произведений искусства и по рождению члена семьи Тиссен-Борнемиса. Её родители по материнской линии — барон Ганс Генрих Тиссен-Борнемиса (1921—2002) и Фиона Фрэнсис Элейн Кэмпбелл-Уолтер (род. 1932), модель с аристократическим происхождением, чей отец вице-адмирал Кит Макнил Кэмпбелл-Уолтер был адъютантом английского короля Георга VI. Её дедушка и бабушка по отцовской линии — эрцгерцог Отто Габсбург, наследный принц Австрии и принцесса Регина Саксен-Майнингенская. Её прадеды по отцовской линии — Карл I Габсбург и Цита Бурбон-Пармская, последние император и императрица Австро-Венгрии. Её младший брат — автогонщик Фердинанд Звонимир фон Габсбург.

## Образование и карьера
Элеонора Габсбург училась в школе-интернате в Гштаде, прежде чем изучать право в Европейской школе бизнеса в Лондоне. Она получила степень магистра в Istituto Marangoni Milan в области дизайна ювелирных изделий в 2020 году и работает дизайнером ювелирных украшений. Элеонора Габсбург также работала фотомоделью, участвовала в рекламных кампаниях и проходила по подиуму для Dolce & Gabbana.

## Личная жизнь
20 июля 2020 года Элеонора Габсбург вышла замуж за бельгийского гонщика Жерома д’Амброзио (род. 1985) на небольшой гражданской церемонии в ЗАГСе Монако.